# Meerpartijenstelsel
Een meerpartijenstelsel is een partijstelsel waarin minstens drie politieke partijen mogen deelnemen aan verkiezingen met oog op het verkrijgen of het delen van de politieke macht.
In tegenstelling tot een eenpartijstelsel zullen in een meerpartijenstelsel mensen met bepaalde ideeën en wensen zich gaan groeperen in wat meestal politieke partijen worden genoemd. Deze partijen zullen voor de belangen (van een deel) van de kiezers opkomen door zich verkiesbaar te stellen en deel te nemen aan de verkiezingen. Op die manier wordt getracht om politieke macht te verwerven en bepaalde ideeën te realiseren. Een meerpartijenstelsel wordt als essentieel ervaren voor een representatieve democratie, omdat het verhindert dat slechts één partij het politieke beleid zou bepalen en oppositie tegen dit beleid voeren onmogelijk wordt gemaakt. In een meerpartijensysteem moeten meestal een aantal politieke partijen samenwerken om tot een werkbare meerderheid in het parlement te komen.
België, Nederland, Duitsland, Frankrijk, Italië en Canada zijn enkele voorbeelden van landen die een meerpartijenstelsel hebben.

## Nadeel
Een nadeel van het meerpartijenstelsel is dat als er veel (kleine) partijen zijn, er moeilijkheden kunnen ontstaan om een werkbare meerderheid of coalitie samen te stellen, waardoor besturen moeilijker wordt. Ook is het kabinet of de regering afhankelijk van de steun van de verschillende partijen in de coalitie waardoor de kans op een kabinetscrisis kan toenemen. Door een kiesdrempel in te voeren kan voorkomen worden dat kleine partijen deel gaan uitmaken van de meerderheid, de coalitie dus minder versnipperd raakt en meer stabiliteit tijdens het besturen kan worden gerealiseerd.